# Saint-Laurent-des-Vignes
Saint-Laurent-des-Vignes település Franciaországban, Dordogne megyében. Lakosainak száma 1028 fő (2022. január 1.). Saint-Laurent-des-Vignes Bergerac, Monbazillac, Pomport, Lamonzie-Saint-Martin és Prigonrieux községekkel határos.

## Népesség
A település népessége az elmúlt években az alábbi módon változott:
| Lakosok száma | 525  | 603  | 709  | 732  | 900  | 890  | 886  | 918  | 974  | 1028 |
|               | 1968 | 1982 | 1990 | 2006 | 2013 | 2015 | 2017 | 2019 | 2020 | 2022 |